# HD 126141
Étoile de type spectral FV
Étoile variable
Source d'infrarouge (d)
Source astrophysique de rayons X
Étoile à grand mouvement propre (d)
HD 126141 est une étoile variable de la constellation du Bouvier, située à 38,376 5 ± 0,078 6 pc (∼125 al) de la Terre.